# Viola nummulariifolia
Viola nummulariifolia Vill. – gatunek roślin z rodziny fiołkowatych (Violaceae). Występuje naturalnie w Alpach Nadmorskich (we francuskim departamencie Alpy Nadmorskie i we włoskim Piemoncie) oraz na Korsyce. 

## Morfologia

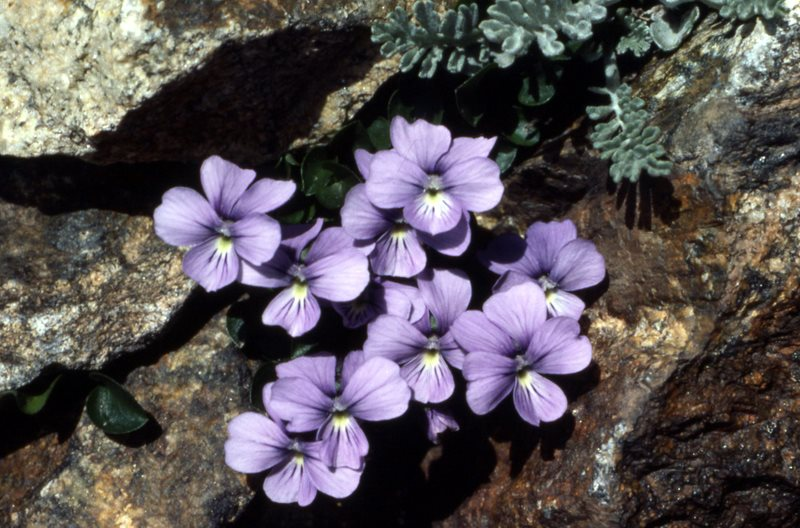
Kwiaty

PokrójBylina dorastająca do 5 cm wysokości, tworzy kłącza. Łodyga jest krótka, nitkowata, naga u nasady.
LiścieBlaszka liściowa ma kształt od owalnego do okrągławego. Mierzy 1–2 cm długości, jest niemal całobrzega, ma sercowatą nasadę i tępy wierzchołek. Ogonek liściowy jest nagi i ma 10–20 mm długości. Przylistki są podługowato lancetowate, delikatnie ząbkowane na brzegu.
KwiatyPojedyncze, osadzone na szypułkach 1–2 razy dłuższych niż liście, wyrastają z kątów pędów. Mają działki kielicha o owalnie lancetowatym kształcie. Płatki są odwrotnie jajowate i mają purpurową barwę, dolny płatek ma krótką, grubą i tępo zakończoną ostrogę. Znamię ma lejkowaty kształt.
OwoceTorebki nieco krótsze od kielicha, o niemal kulistym kształcie.

## Biologia i ekologia
Rośnie na alpejskich łąkach i terenach skalistych. Preferuje stanowiska w pełnym nasłonecznieniu, na glebach o średnio kwaśnym odczynie. Występuje na wysokości od 1800 do 2500 m n.p.m. Kwitnie od lipca do września. 